# Voharies
Voharies är en kommun i departementet Aisne i regionen Hauts-de-France i norra Frankrike. Kommunen ligger  i kantonen Sains-Richaumont som ligger i arrondissementet Vervins. År 2022 hade Voharies 76 invånare.

## Befolkningsutveckling
Antalet invånare i kommunen Voharies
Referens: INSEE